# BNP Media
BNP Media, tidigare Business News Publishing Company, är ett amerikanskt förlag som publicerar ett stort antal specialiserade branschtidskrifter. Företaget är verksamt inom ett femtiotal branscher och arbetar med förutom tidskriftsutgivning även med elektroniska nyhetsbrev, webbplatser, konferenser, event och marknadsundersökningar. Företaget grundades 1926 och har huvudkontor i Troy i den amerikanska delstaten Michigan.